# Phyllachora leptocarydii
Phyllachora leptocarydii är en svampart som beskrevs av Syd. 1924. Phyllachora leptocarydii ingår i släktet Phyllachora och familjen Phyllachoraceae.   Inga underarter finns listade i Catalogue of Life.